# 村田省吾
村田 省吾（むらた しょうご、1946年（昭和21年）3月4日 - 2017年（平成29年）1月17日）は、日本の政治家。茨城県北茨城市長を3期務めた。

## 来歴
茨城県多賀郡大津町（現在の北茨城市大津町）出身。茨城県立水戸第一高等学校を経て、1968年に芝浦工業大学建築学部卒業。卒業後は山下寿郎設計事務所（現在の山下設計）に入り、一級建築士となり、郷里で建築事務所を開く。北茨城市青年会議所理事長、公民館長、保護司などを経て、1995年の北茨城市長選挙に立候補し、初当選する。1999年は無投票で再選。2003年に三選した。北茨城市長は2007年まで務めた。2017年1月17日午後7時57分、日立市の日立総合病院で死去、70歳。死没日をもって旭日小綬章追贈、従五位に叙される。

## 著書
- 『歳々余滴―北茨城市長村田省吾雑文集』西田書店、2001年。
- 『半武士』西田書店、2019年。